# ペルー海軍

ペルー海軍の国籍旗。

ペルー海軍の国籍旗。

ペルー海軍（西：Marina de Guerra del Perú、MGP）は、ペルーの海軍。

## 概要
2007年時点で現役兵総員25,000人。ペルーの海上防衛とアマゾン川などの内水の警備を主任務とし、海上の治安維持や救難活動も行う。
ペルー海軍の現役兵力は、2009年時点で21,000人である。主要艦艇は巡洋艦1隻、フリゲート8隻、潜水艦6隻、コルベット（ミサイル艇とも）6隻、河川砲艦5隻などを保有する。固定翼機21機と回転翼機14機を有する海軍航空隊と、海兵隊、沿岸警備隊（20t以上の船艇7隻）を指揮下に収めている。
部隊は大きく3つに分けられ、太平洋作戦総司令部（Comandancia General de Operaciones del Pacífico）と、アマゾン川作戦総司令部（Comandancia General de Operaciones de la Amazonía）、沿岸警備港務総局（Dirección General de Capitanías y Guardacostas）の指揮下にある。潜水艦隊の全てと水上部隊、航空機及び海兵隊の各主力は太平洋作戦総司令部の隷下に配備されている。アマゾン川作戦司令部の隷下には、河川砲艦部隊とジャングル戦闘用の海兵隊1個大隊、若干の航空機が存在する。
太平洋作戦総司令部隷下の水上部隊は、フリゲート8隻から成る第1水上隊群（Flotilla de Superficie No.1）、コルベット6隻と揚陸艦4隻、輸送艦1隻から成る第2水上隊群に分かれている。潜水艦隊は潜水艦6隻と支援艦1隻で構成されている。太平洋作戦司令部隷下の海兵隊は、2個海兵大隊と車両大隊、コマンド大隊からなる両用戦旅団として編成されている。
1821年10月8日の海軍創設と、1879年10月8日に起きたアンガモスの海戦を記念して、10月8日はペルーの海軍記念日となっている。

## 歴史
19世紀
ペルーの近代海軍は、スペインからの独立戦争中に生まれた。独立戦争中の1821年3月にスペインから鹵獲した「サクラメント」が、ペルーの船旗を掲げた最初の船である。1821年10月8日が海軍創立の日とされる。スペインからの鹵獲船を中心に、初期のペルー海軍は成長した。独立戦争中のペルー海軍は、主に海上封鎖に従事した。
独立後、最初の対外戦争となった大コロンビアとの戦争では、ペルー海軍はグアヤキルの海上封鎖と陸戦支援を行った。その過程では、陸上砲台との砲撃戦や拿捕された商船の救出などを経験した。
1836年にペルー・ボリビア連合国が成立すると、ペルー海軍は連合の海軍へと引き継がれた。ペルー・ボリビア連合とチリは対立し、同年8月21日夜にチリ艦隊がカヤオの連合艦隊を奇襲して、両国は事実上の戦争状態に入った（連合戦争）。その後、同年12月28日にチリが宣戦布告し、正式に戦争が始まった。カヤオ奇襲でペルー海軍は3隻を拿捕されたが、なおも戦争序盤はチリ海軍より優勢で、ファン・フェルナンデス諸島の占領、各地の艦砲射撃などを行った。1837年9月にアイラ島へ来襲したチリ軍の撃退に成功し、1838年1月12日にもアイラ島沖でチリ艦隊と交戦した。しかし、1838年から次第にペルー海軍が劣勢となり、ペルー北部への上陸作戦を許し、1839年1月12日のカスマの海戦にも敗北した。同年に戦争はペルー・ボリビア連合の敗北で終わり、連合は解体されてペルーは独立、ペルー海軍も元通りペルーのものとなった。
1857年に起きたエクアドルとの紛争では、再びグアヤキルの封鎖と占領に従事した。1864年にスペインとの間でチンチャ諸島戦争が勃発すると、チリ海軍と協力してスペイン海軍と交戦し、アブタオの海戦やカヤオの海戦などを経験した。この戦争のためペルー海軍の増強が行われ、装甲艦「ワスカル」と「インデペンデンシア」などが購入された。もっとも、2隻の装甲艦の到着は戦争末期で余り大きな活躍はなかった。1877年には「ワスカル」が反乱をおこし、イギリス艦隊と交戦している（パコーチャの海戦）。
1879年に太平洋戦争が起きると、ペルー海軍は、チリ海軍と戦うことになった。ペルー海軍の艦船は質・量ともにチリ海軍に劣り、整備状態も練度も悪かった。そこで、ミゲル・グラウ艦長の率いる装甲艦「ワスカル」が中心となって、奇襲や通商破壊などの遊撃戦を展開し、イキケの海戦やアンガモスの海戦を戦った。半年に渡ってチリ側の海上作戦を妨害したものの、アンガモスの海戦で「ワスカル」は拿捕されてグラウ艦長も戦死し、ペルー海軍はその戦力の中核を失った。最終的に首都リマの陥落時に残存艦艇は自沈して、ペルー海軍は全滅した。
20世紀
1880年代後半から、ペルー海軍の再建が進められた。20世紀に入るころからシーレーン保護が任務の一つとして重視されるようになり、1907年にイギリス製の防護巡洋艦2隻が配備された。同じころに潜水艦も導入している。第一次世界大戦前夜からコロンビアやエクアドルとの国境問題が表面化し、これに対応するために河川砲艦の整備もされた。ただ、輸入兵器が多く、国内の基盤整備が不十分であったため、第一次世界大戦中の部品供給の途絶によって潜水艦などの稼働率低下が起きてしまった。第一次世界大戦後は、アメリカ海軍に倣った海軍の組織改革が進められた。その一環として、1920年には海軍省と海軍航空隊の設置も行われた。この間、第一次世界大戦・第二次世界大戦ではほとんど中立だったためにペルー海軍は実戦参加しなかったが、1911年と1932年〜1933年の対コロンビア紛争、1941年の対エクアドル戦争では海上封鎖や陸戦支援などに従事した。

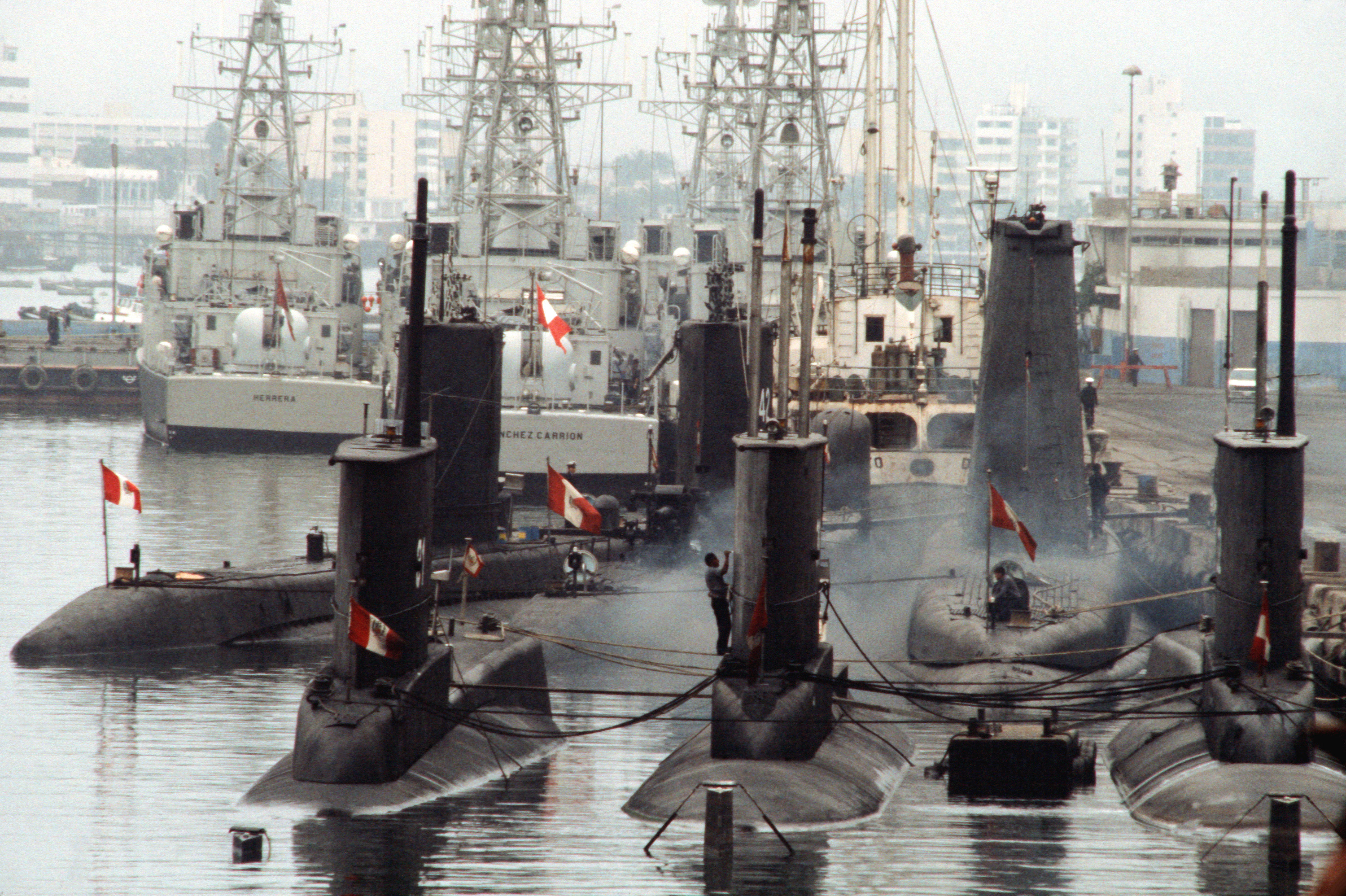
1981年のカヤオ軍港の風景。

第二次世界大戦後、1960年代初頭にかけて、ペルー海軍は、アメリカから中古のフリゲートや駆逐艦を取得して装備の更新を進めた。1951年にはイギリスで河川砲艦2隻を新造し、同じく1950年代には潜水艦隊の増強が行われた。1959年と1960年にはイギリスからセイロン級軽巡洋艦を購入して、艦齢半世紀となる防護巡洋艦の更新を実現させる。このほか戦車揚陸艦4隻、魚雷艇6隻、新型航空機などの導入もされている。
第3次中東戦争でおきたエイラート事件に触発されて、1970年代には艦載ミサイルの導入を進めた。イギリスからデアリング級駆逐艦2隻にエグゾセ対艦ミサイルを搭載する近代化改装のうえ購入し、オランダからは対空ミサイルを装備したデ・ロイテル級巡洋艦を購入、さらにイタリアにルポ級フリゲートの改良型4隻を発注した。この改ルポ級のうち2隻は、ペルー国内で組み立てを行った。フランスにもPR-72P型ミサイルコルベット6隻を発注した。このほか、209型潜水艦6隻とガピー改装仕様のバラオ級潜水艦2隻の購入なども行われた。
近時の実戦出動としては、1981年と1995年にエクアドルとの国境紛争を経験している。なお、1988年8月26日には、潜水艦「パコーチャ」が、日本漁船「第8共和丸」と衝突事故を起こして沈没した。
21世紀
1990年代から21世紀初頭にかけて、再び装備の近代化を進めている。元イタリア海軍のルポ級フリゲート4隻を購入し、2005年〜2007年に実戦配備した。
2017年9月26日に巡洋艦「アルミランテ・グラウ」が退役したためアメリカ合衆国・ロシア以外の国軍が運用する巡洋艦は姿を消した。
ペルー海軍将兵の一部は、キプロスやコンゴでの国連平和維持活動に派遣されている。

## 組織

### 太平洋作戦総司令部
- 第1海軍管区
- 第2海軍管区
- 第3海軍管区
- 水上艦司令部
- 潜水艦司令部
- 海兵隊司令部
- 特殊作戦司令部

### アマゾン川作戦総司令部
- 第4海軍管区
- 第5海軍管区
- 第1ジャングル海兵大隊
- 河川部隊戦隊
- アマゾン川海軍航空隊
- 北東部特殊作戦群

### 沿岸警備港務総局
人員は1,000人
- 7個室
- 2個学校

など、他部門多数

### 海軍航空隊
人員は800名

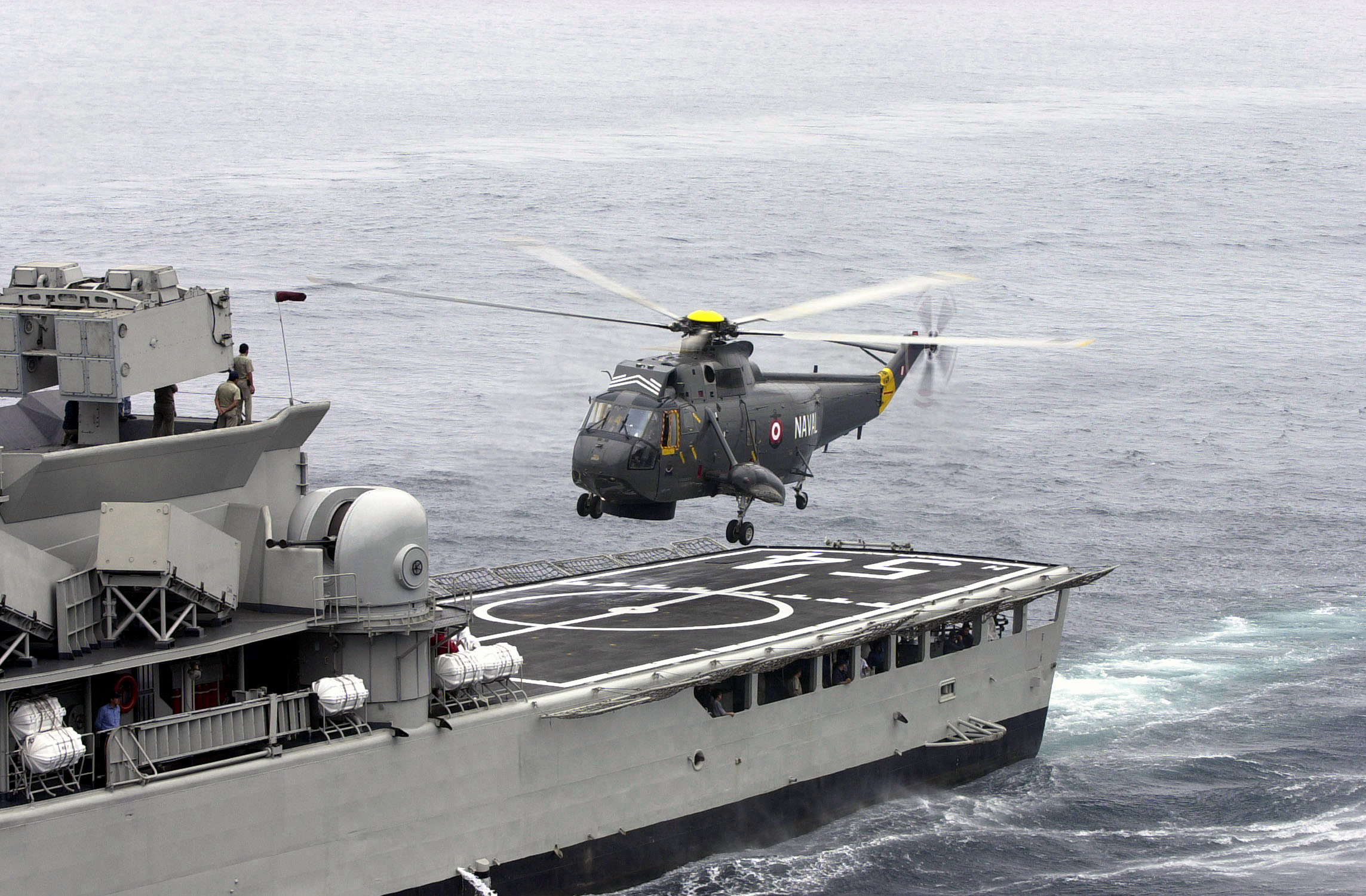
フリゲート「マリアテギ」に着艦するASH-3Dヘリ。

- 第1航空群　（Grupo Aeronaval No.1）
  - 教育航空隊　（Escuadrón de Instrucción）基礎教育
  - 偵察航空隊　（Escuadrón de Exploración）偵察と海洋監視
  - 輸送航空隊　（Escuadrón de Transporte）
  - 攻撃航空隊　（Escuadrón de Ataque）

### 海兵隊

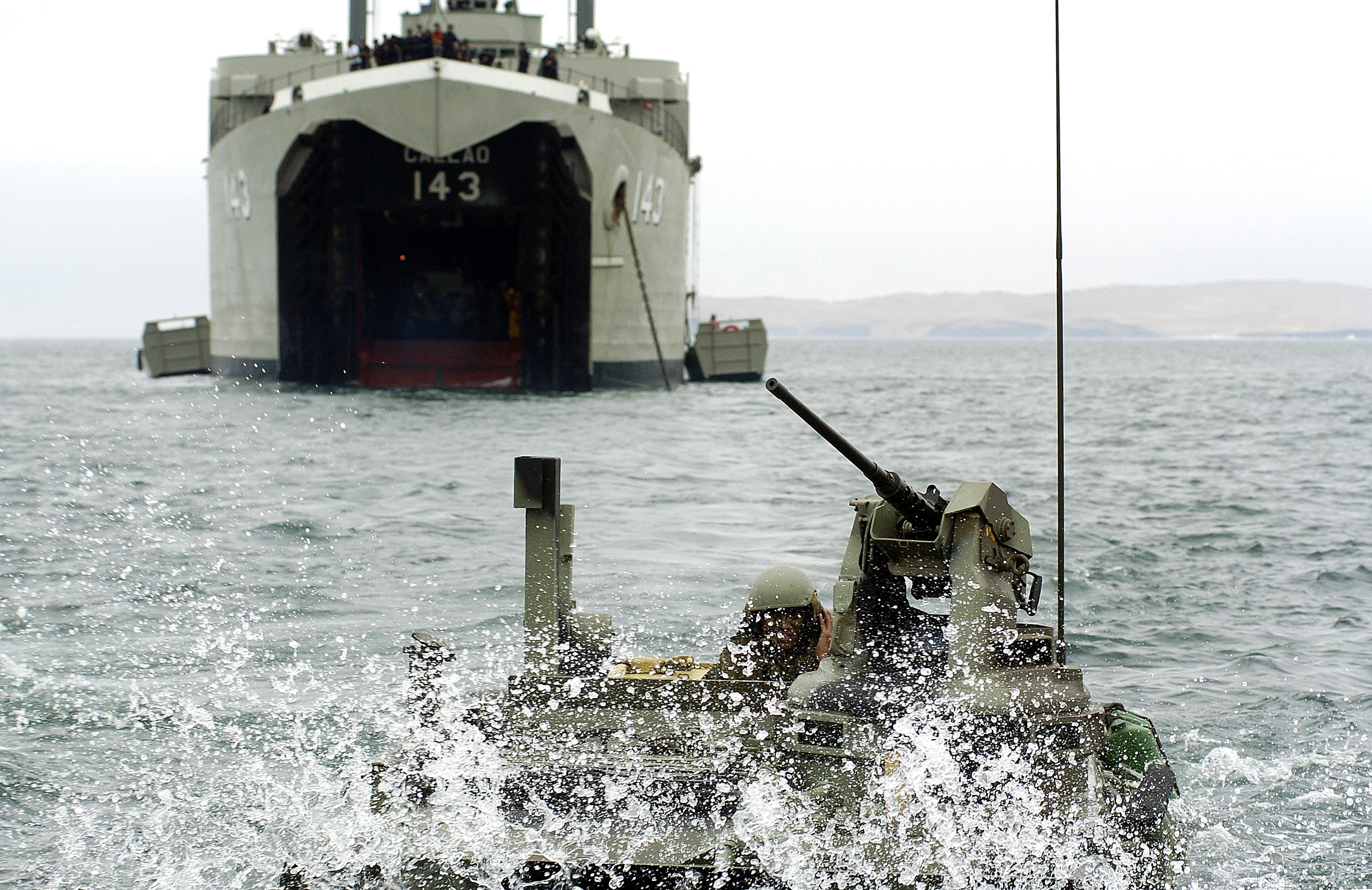
上陸演習中のLST「カヤオ」と海兵隊。

人員は4,000名
- 水陸両用戦旅団
  - 第1海兵大隊
  - 第2海兵大隊
  - 戦闘支援群
  - 戦術車両大隊
  - コマンドー大隊

その他の部隊
- 第3海兵大隊
- 第4海兵大隊
- 第1ジャングル海兵大隊
- 第2ジャングル海兵大隊
- リトラル・スル海兵分遣隊

## 階級
| 士官                  |                            |  |
| 海軍大将              | Almirante                  |  |
| 海軍中将              | Vicealmirante              |  |
| 海軍少将              | Contralmirente             |  |
| 海軍大佐              | Capitán de Navio           |  |
| 海軍中佐              | Capitán de Fragata         |  |
| 海軍少佐              | Capitán de Corbeta         |  |
| 海軍大尉              | Teniente Primero           |  |
| 海軍中尉              | Teniente Segundo           |  |
| 海軍少尉              | Alferez de Fragata         |  |
| 技術官および下士官    |                            |  |
| 1等管理技術官         | Técnico Supervisor Primero |  |
| 2等管理技術官         | Técnico Supervisor Segundo |  |
| 1等技術官             | Técnico Primero            |  |
| 2等技術官             | Técnico Segundo            |  |
| 3等技術官             | Técnico Tercero            |  |
| 1等海士官 （1等兵曹） | Oficial de Mar Primero     |  |
| 2等海士官 （2等兵曹） | Oficial de Mar Segundo     |  |
| 3等海士官 （3等兵曹） | Oficial de Mar Tercero     |  |
| 兵卒                  |                            |  |
| 1等伍長 （上等兵）    | Cabo Primero               |  |
| 2等伍長 （1等兵）     | Cabo Segundo               |  |
| 水兵 （2等兵）        | Marinero                   |  |
| 見習水兵              | Grumete                    |  |

## 主要基地・施設
- リマ郡アンコン（Ancón） - 海兵隊の司令部所在地及び駐屯地。
- カヤオ - 主要軍港。主要ドック及び海軍航空隊主力の所在地でもある。
- チンボテ - 小規模軍港及びドック。1980年代にカヤオからの施設移転計画があったが、財政上の理由で中止[7]。
- パイタ（en:Paita） - 小規模軍港。
- ピスコ（en:Pisco） - 小規模軍港。
- イキトス - アマゾン川上流。河川部隊基地。
- プーノ - チチカカ湖岸。河川部隊基地。
- サン・フアン・デ・マルコナ（es:San Juan de Marcona） - 海軍航空隊基地。

## 装備

### 艦艇

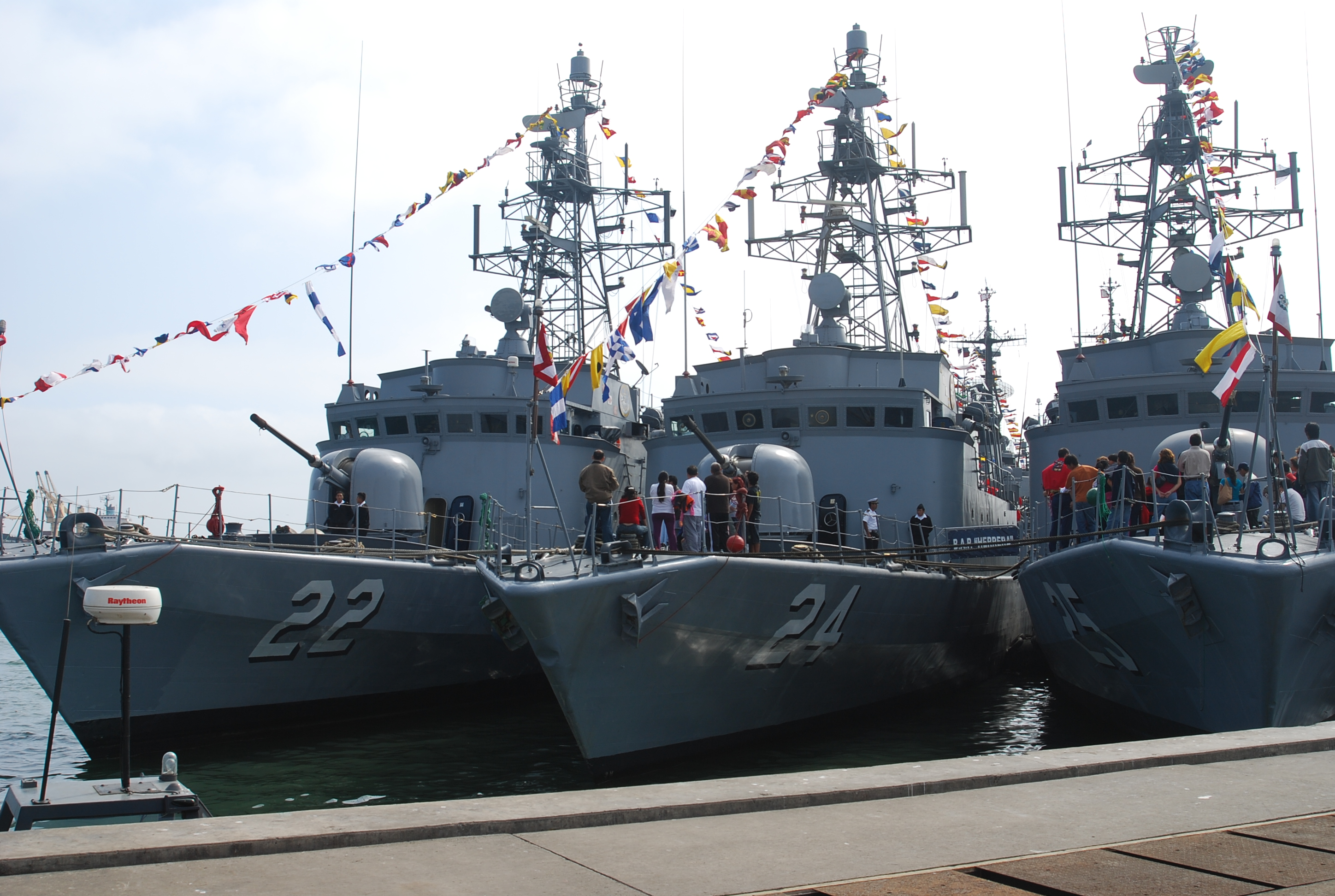
PR-72P型ミサイル艇

2011年6月現在。『Jane's Fighting Ships 2011-2012』より。
過去に就役した艦艇については「ペルー海軍艦艇一覧」を参照。
通常動力型潜水艦
- 209/1200型×6

アンガモス（SS31 Angamos） - 1980年
アントファガスタ（SS32 Antofagasta） - 1981年
ピサグア（SS33 Pisagua） - 1983年
チパナ（SS34 Chipana） - 1982年
イスライ（SS35 Islay）  - 1974年
アリカ（SS36 Arica） - 1975年
フリゲート
- 伊改ルポ級×2

モンテロ（FM53 Montero） - 1984年
マリアテギ（FM54 Mariátegui） - 1987年
- ルポ級[8]×4

アギーレ（FM55 Aguirre） - 2005年再就役
パラシオス（FM56 Palacios） - 2005年再就役
ボログネシ（FM57 Bolognesi） - 2006年再就役
クイニョネス（FM58 Quiñones） - 2007年再就役
コルベット
- 浦項級[9]×2

フェッレ（CC27 Ferré） - 2018年再就役
ギース（CC28 Guise） - 2021年再就役
ミサイル艇
- PR-72P型×5

サンティリャーナ（CM22 Santillana） - 1980年
デ・ロス・エロス（CM23 De los Heros） - 1980年
エレラ（CM24 Herrera） - 1981年
ラレア（CM25 Larrea） - 1981年
サンチェス・カリオン（CM26 Sanchez Carrion） - 1981年
河川砲艇
- マラニョン級×2

マラニョン（CF13 Marañón） - 1951年
ウカヤリ（CF14 Ucayali） - 1951年
- ロレート級×2

ロレート（CF11 Loreto） - 1935年
アマゾナス（CF12 Amazonas） - 1935年
- クラベロ級×1（1隻建造中、2隻計画中）

クラベロ（CF15 Clavero） - 2010年
（CF16 Putumayo） - 2013年就役予定
- Griffon 2000 TDS型×2 ※ ホバークラフト

高速艇
- Punta Malpelo級×3

（DLS381 Punta Malpelo） - 1996年
（DLS382 Punta Mero） - 1996年
DLS383 - 1996年
戦車揚陸艦
- 旧・米Terrebonne Parish級×4

パイタ（DT141 Paita） - 1985年再就役
ピスコ（DT142 Pisco） - 1985年再就役
カヤオ（DT143 Callao） - 1985年再就役
エテン（DT144 Eten） - 1985年再就役
エアクッション揚陸艇
- Grifffon 2000 TDS型×0（2隻建造中）

測量艇
- （AEH174 La Macha） - 1982年
- カラス（AH171 Carrasco）[10] - 1956年
- Van Straelen級×2

（AH175 Carrillo） - 1960年
（AH176 Melo） - 1961年
- （AH172 Stiglich） - 1980年

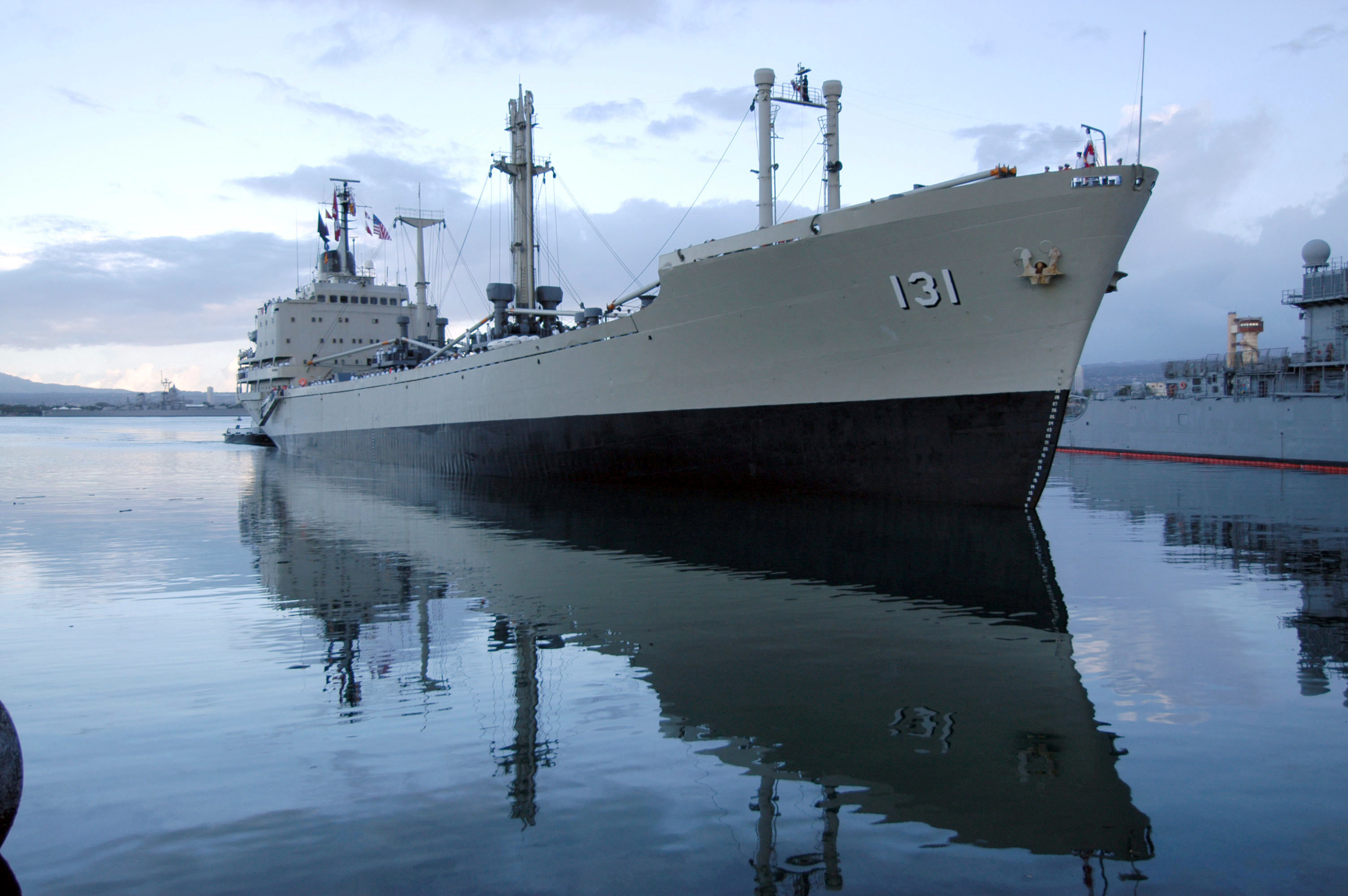
ABE161 Union

輸送艦
- （ABE161 Union）

補給艦
- 旧・蘭「アムステルダム」

タクナ（ARL-158 Tacna） - 2014年再就役
タンカー
- 旧・露船×2

バヨバル（ATP154 Bayovar） - 2007年再就役
ソリトス（ATP155 Zorritos） - 2007年再就役
港内タンカー
- ノゲラ（ACP118 Noguera） - 1975年再就役
- ガウデン（ACP119 Gauden） - 1981年再就役

港内給水艦
- カロイェラス（ACA111 Caloyeras） - 1985年再就役

魚雷揚収艇
- サン・ロレンソ（ART322 San Lorenzo） - 1981年

病院船
- （ABH302 Morona） - 1976年

練習帆船
- マルテ（ALY313 Marte） - 1974年

浮ドック
- ADF104（4,572t） - 1991年
- 旧・米製×2

ADF106（1,930t） - 1959年再就役
ADF107（5,283t） - 1961年再就役
曳船
- （AER180 Rio Tapuina）
- （AER186 Rio Gaudin）
- （AER187 Rio Zambrano）

港内曳船
- （ARB120 Mejia）
- （ARB121 Huertas）
- （ARB126 Duenas）
- （ARB128 Olaya）
- （ARB129 Selencon）

サルベージ船
- （AMB160 Unanue）[11] - 1961年再就役
- （ARB123 Guardian Rios）[12] - 1960年再就役

### 航空機
2011年6月現在。『Jane's Fighting Ships 2011-2012』より。
固定翼機
- フォッカー F-27 200×1
- フォッカー F-27 500×1
- フォッカー F-27 600×1
- アントノフ AN-32B×1
- ビーチ T-34C×5
- セスナ 206×1
- セスナ 150×2
- ビーチ 200T スーパー・キングエア×5
- フォッカー F-60MPA×4

回転翼機
- アグスタ-ベル 212ASW×5
- アグスタ-シコルスキー ASH-3D/UH-3H シー・キング×3/6
- ミル Mi-8T ヒップ×1
- ベル 206B×3
- エンストーム F-28F×6